# Gary Lunn
 (mai 2018).
Si vous disposez d'ouvrages ou d'articles de référence ou si vous connaissez des sites web de qualité traitant du thème abordé ici, merci de compléter l'article en donnant les références utiles à sa vérifiabilité et en les liant à la section « Notes et références ».
Pour les articles homonymes, voir Lunn.
Gary Vincent Lunn (né le 8 mai 1957 à Trail, Colombie-Britannique) est un homme politique canadien. 

## Biographie
Il a été député à la Chambre des communes du Canada pour la circonscription de Saanich—Gulf Islands et ministre des Ressources naturelles dans le gouvernement du premier ministre Stephen Harper. Il est membre du Parti conservateur du Canada.
Il est d'abord élu au parlement lors de l'élection fédérale canadienne de 1997 en tant que membre de l'Alliance canadienne. En avril 2001, Lunn est l'un des premiers députés alliancistes à critiquer ouvertement le leadership de Stockwell Day ; il est suspendu du caucus en mai de cette même année. Il siège brièvement avec le Caucus démocratique représentatif sous la direction de Chuck Strahl, mais en novembre 2001 il quitte pour rejoindre l'Alliance après que Day ait accepté de lancer une course à la direction. On lui permet de réintégrer le parti en janvier 2002, sous le chef intérimaire John Douglas Reynolds, à la suite de la démission de Day.
Lors de l'élection fédérale canadienne de 2006, il est facilement réélu face à la candidate libérale Sheila Orr et la candidate néo-démocrate Jennifer Burgis.
Le 6 février 2006, il est assermenté comme ministre des Ressources naturelles au sein du gouvernement du premier ministre Stephen Harper.
Il est défait à l'élection générale de 2011.